# Japanischer Farbholzschnitt

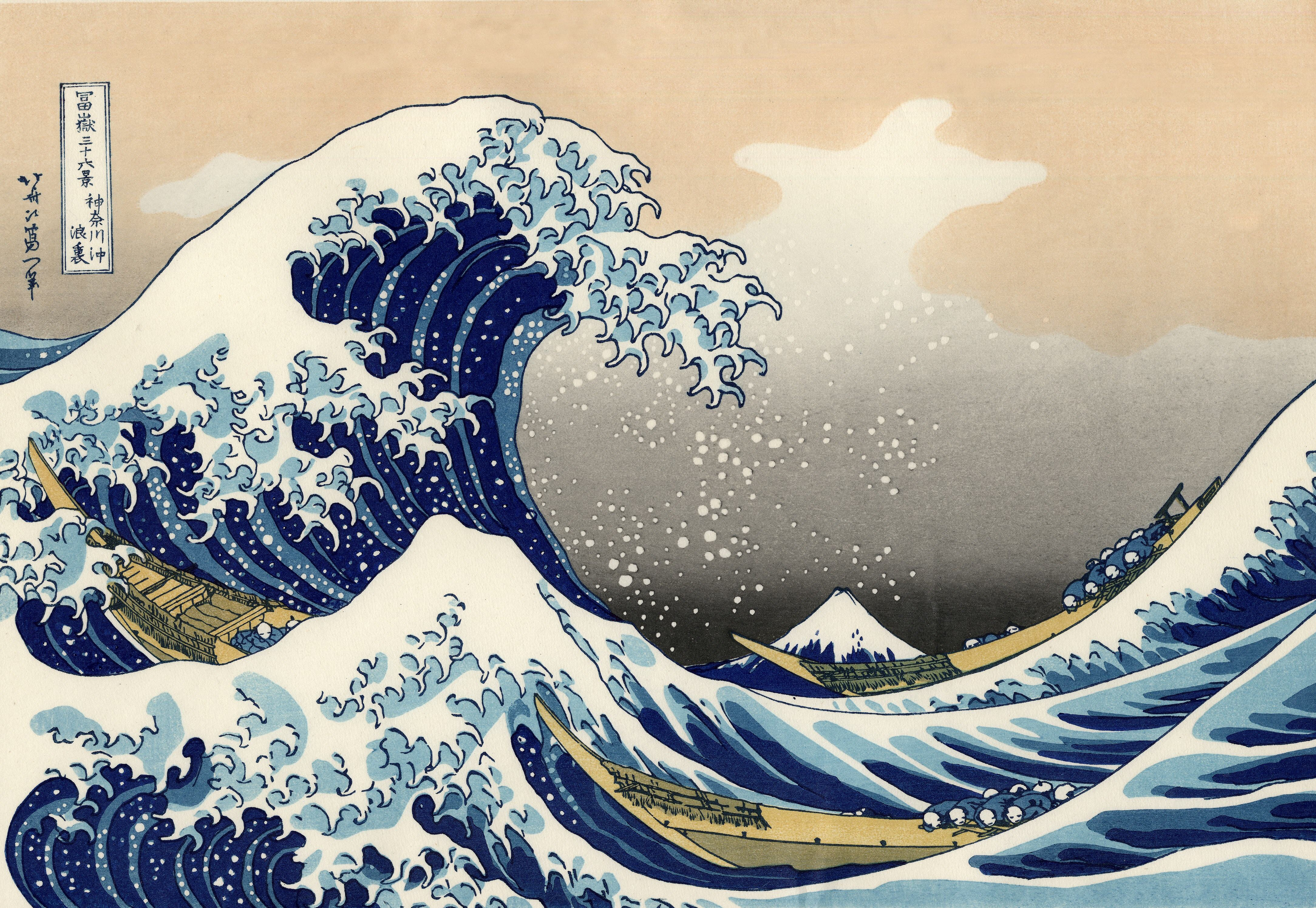
Die große Welle vor Kanagawa aus der Serie 36 Ansichten des Berges Fuji von Katsushika Hokusai (Reproduktion des Originals von ca. 1830) ist eines der weltweit bekanntesten Beispiele des japanischen Farbholzschnittes

Als japanischen Farbholzschnitt bezeichnet man eine bestimmte Art von Druckgrafik, die in Japan in der zweiten Hälfte des 18. Jahrhunderts entstanden ist und deren Traditionen bis heute mit wenigen Ausnahmen ausschließlich von japanischen Künstlern ununterbrochen fortgeführt werden.

## Stilmittel
Kennzeichnend für den klassischen japanischen Farbholzschnitt ist das Fehlen von Licht- und Schatteneffekten. Gegenstände und Personen werden mit klaren, flüssigen Linien gezeichnet, Flächen sind farbig gefüllt oder leer gelassen und Formen sind häufig stilisiert. Ziel der Darstellung ist, wie in der gesamten klassischen chinesischen und japanischen Malerei, nicht die naturgetreue Wiedergabe eines Sujets, sondern die Darstellung seines Wesens, seines Charakters. Der Künstler deutet nur an, das Bild selbst setzt sich erst im Kopf des Betrachters zusammen.
Ein weiteres Merkmal der Farbholzschnitte (und der Malerei) ist das Fehlen einer Perspektive bzw. das Fehlen eines eindeutigen Bildmittelpunktes. Die Illusion der räumlichen Tiefe wird durch sich überlagernde, aus dem Bild herausreichende Gegenstände und durch neben- bzw. hintereinander gestellte Szenen erzielt.
Japanischen Künstlern war die westliche, perspektivische Darstellung zwar spätestens seit Mitte der ersten Hälfte des 18. Jahrhunderts bekannt. Eingesetzt wurde diese Technik jedoch nur in bestimmten Zusammenhängen, z. B. um den Eindruck von Fremdartigkeit zu erwecken bzw. die Fremdartigkeit selbst darzustellen – oder wie im Fall der Chūshingura-Darstellungen, um die von staatlicher Seite verbotene Darstellung realer Gegebenheiten, die sich nach 1500 ereignet hatten, in eine scheinbar ferne und fremde Welt zu entrücken.

## Geschichte
Die Technik des Holzschnitts ist in Japan seit dem 8. Jahrhundert nachgewiesen, wie Texte mit Darstellungen von Gottheiten belegen. Bis ins 15. Jahrhundert blieben die Darstellungen auf religiöse Themen beschränkt, und der Buchdruck war das Monopol von Schrein- und Tempeldruckereien.
Die ersten kommerziellen Verlage entstanden um 1600 in Kyōto, ab 1670 in Osaka und ab 1730 in Edo (dem heutigen Tokio), wo der Schwerpunkt von Anfang an auf Unterhaltungsliteratur mit einem hohen Anteil an Illustrationen lag. Die ersten Einzeldruckbilder tauchten in der zweiten Hälfte des 17. Jahrhunderts auf: zunächst einfache Schwarz-Weiß-Bilder, dann um 1700 erste mit einer oder maximal zwei Farben handkolorierte Drucke. Drucke mit drei Druckplatten (schwarz, rosa, grün) fanden sich ab 1740, und der echte Vielfarbendruck war ab ca. 1765 in Gebrauch. Von da an wurden die Drucke Nishiki-e (jap. 錦絵, Brokatbilder) genannt.

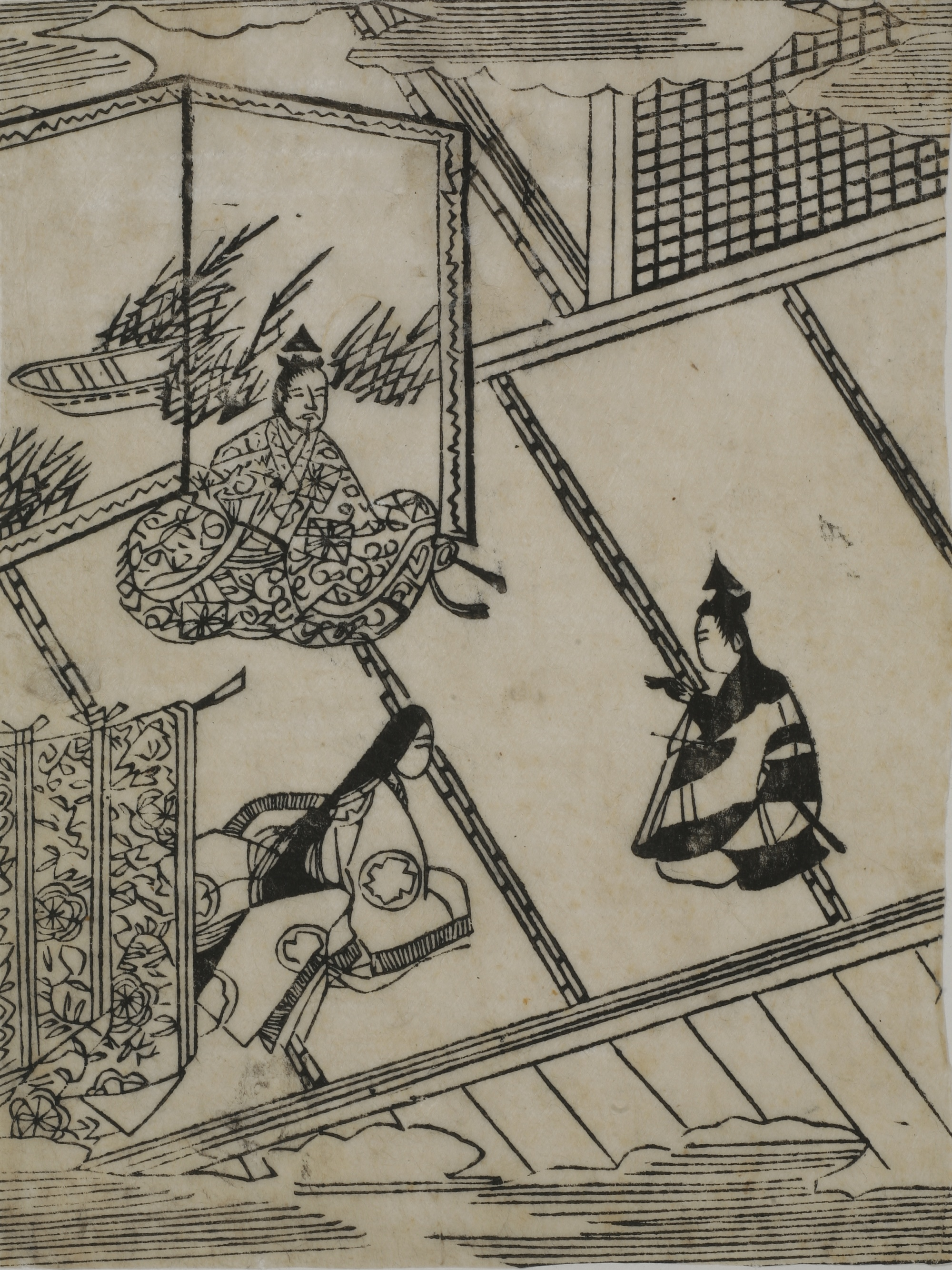
Anonym, um 1625
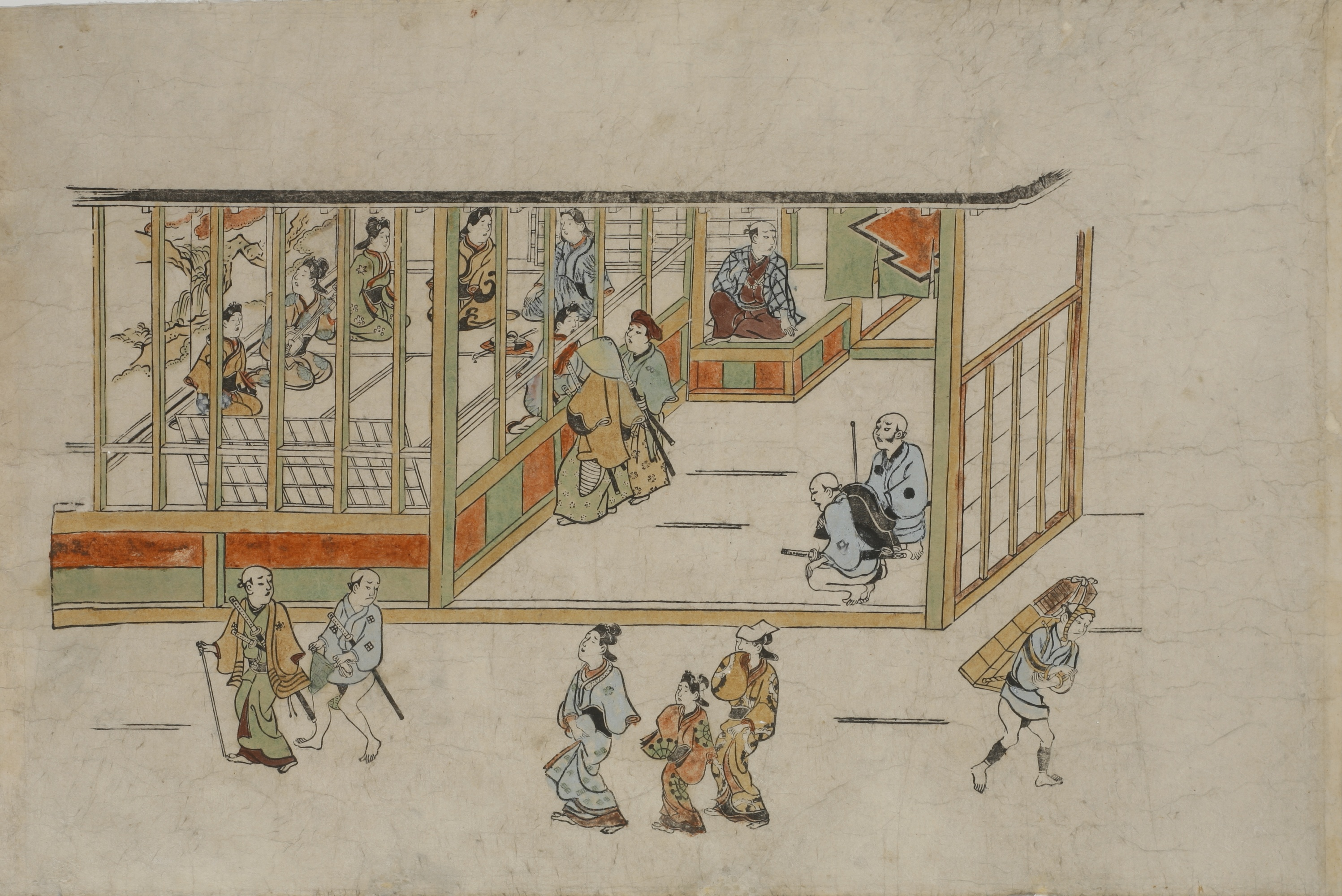
Hishikawa Moronobu, um 1680
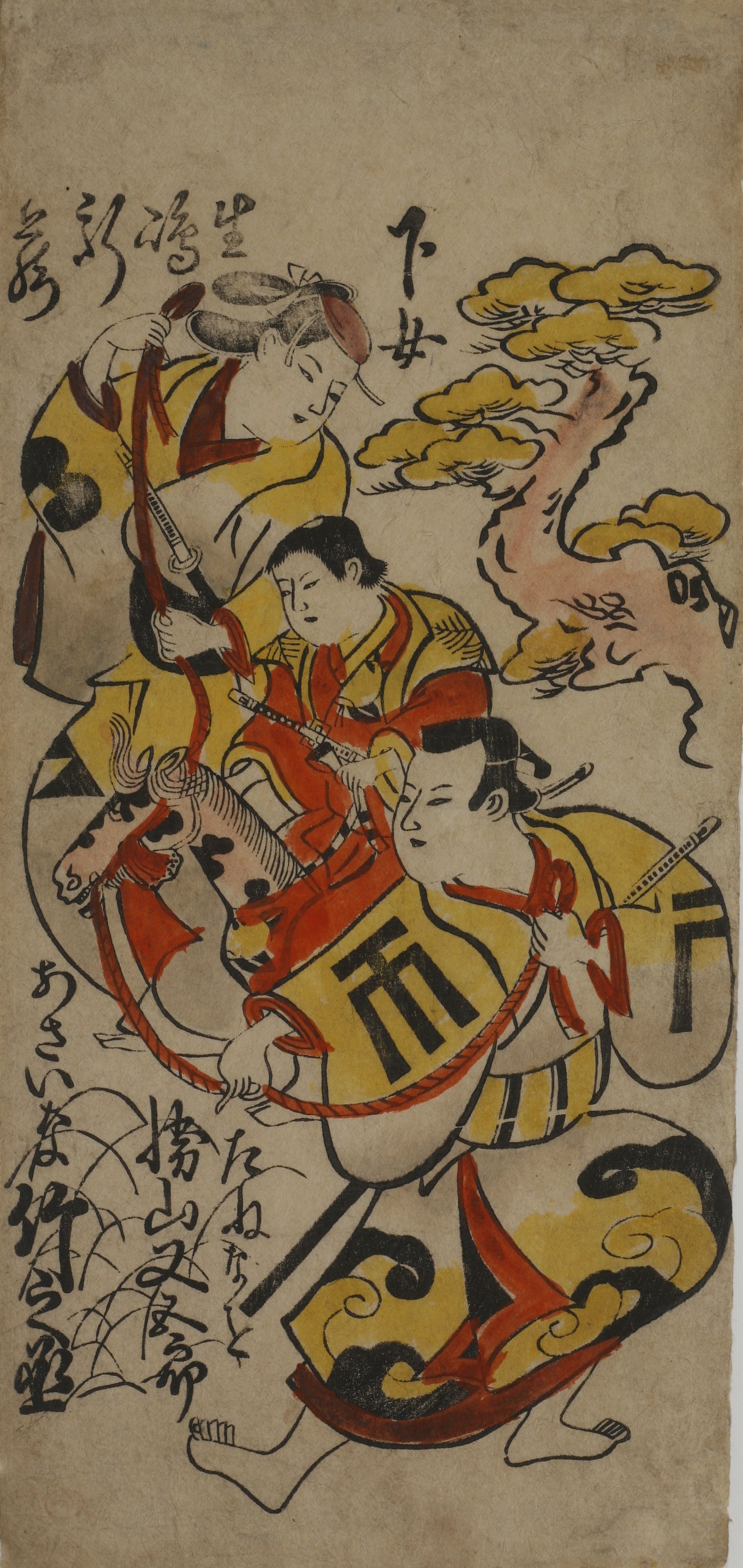
Torii Kiyonobu I., um 1710
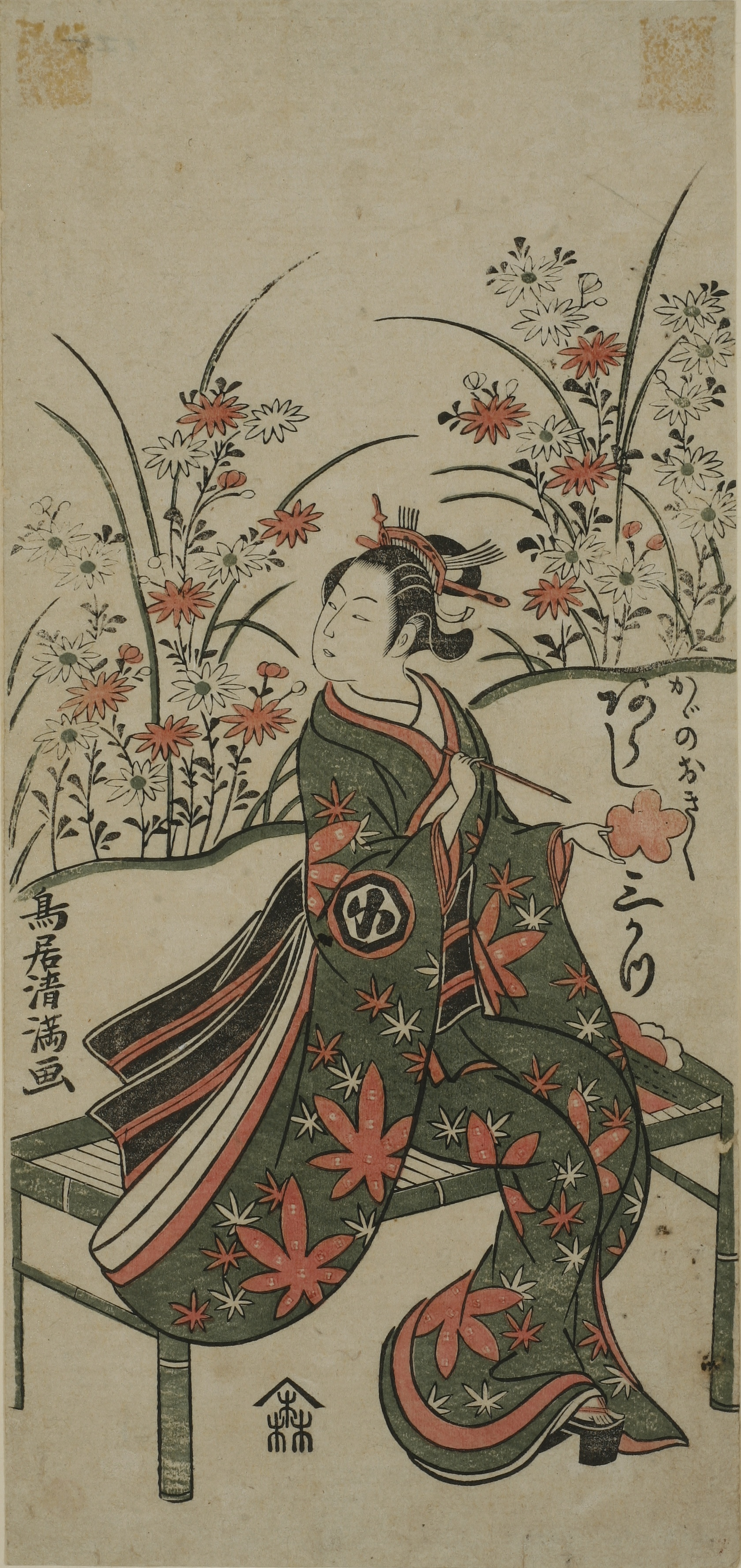
Torii Kiyomitsu, um 1710
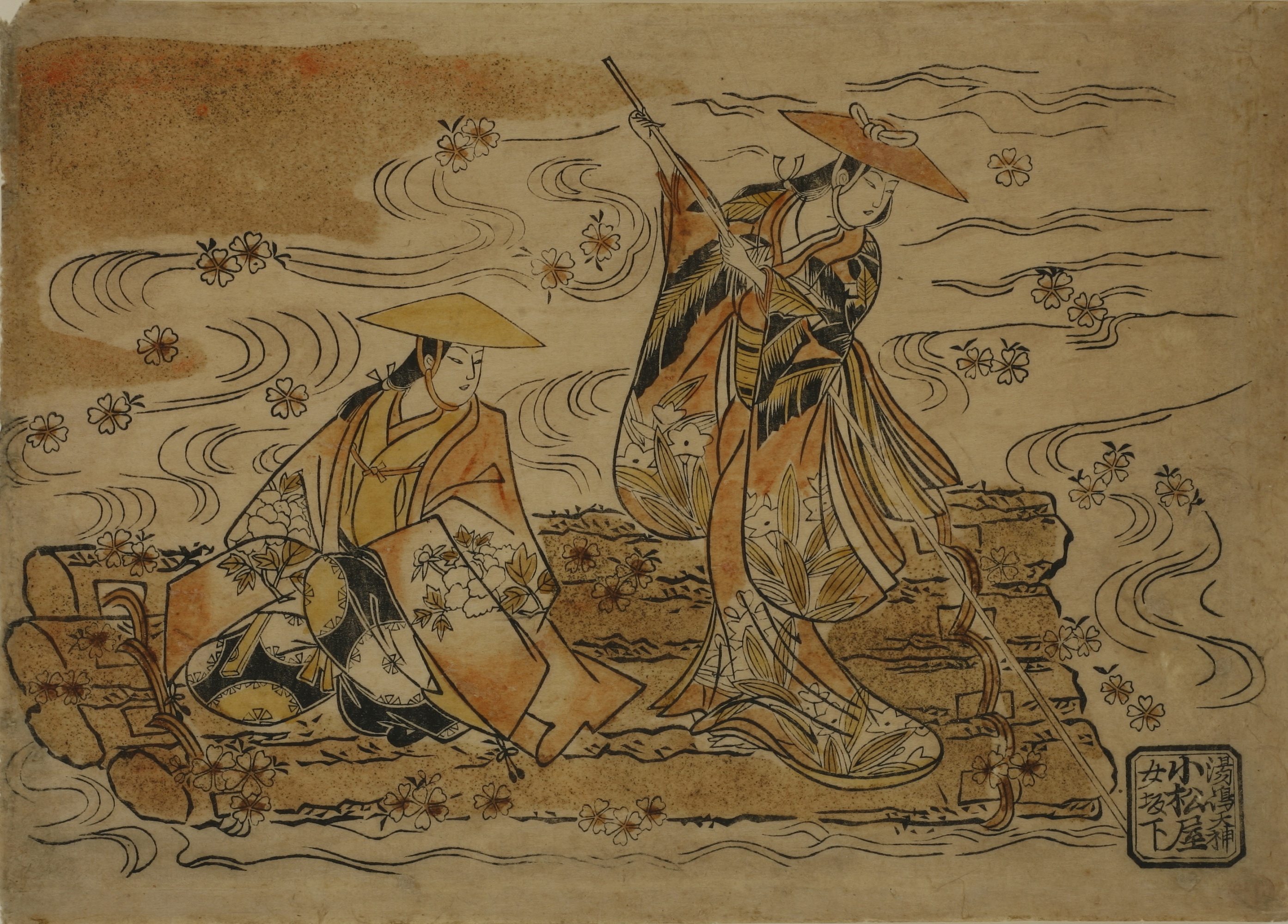
Anonym, Torii-Schule, um 1720
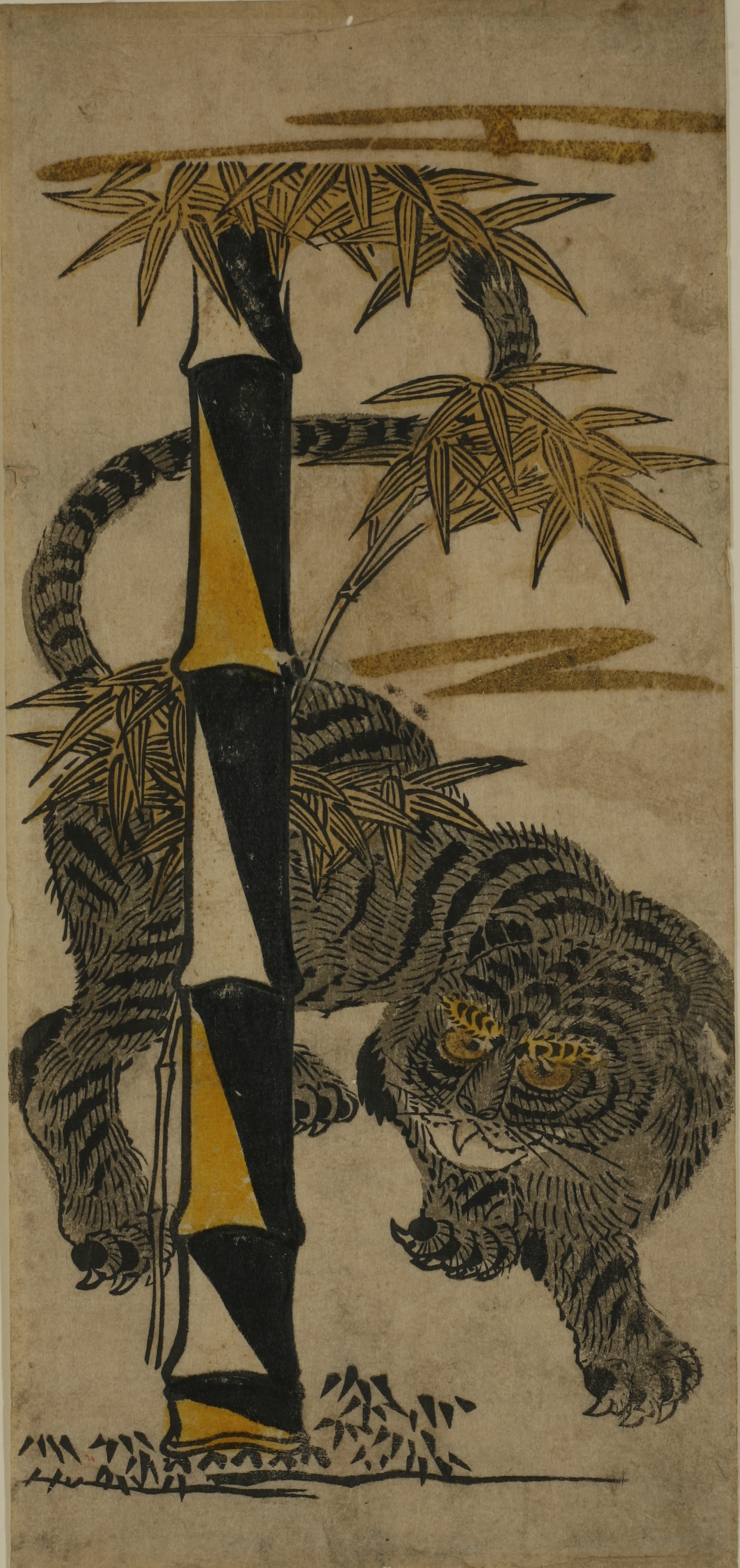
Okumura Masanobu (zugeschrieben), um 1825
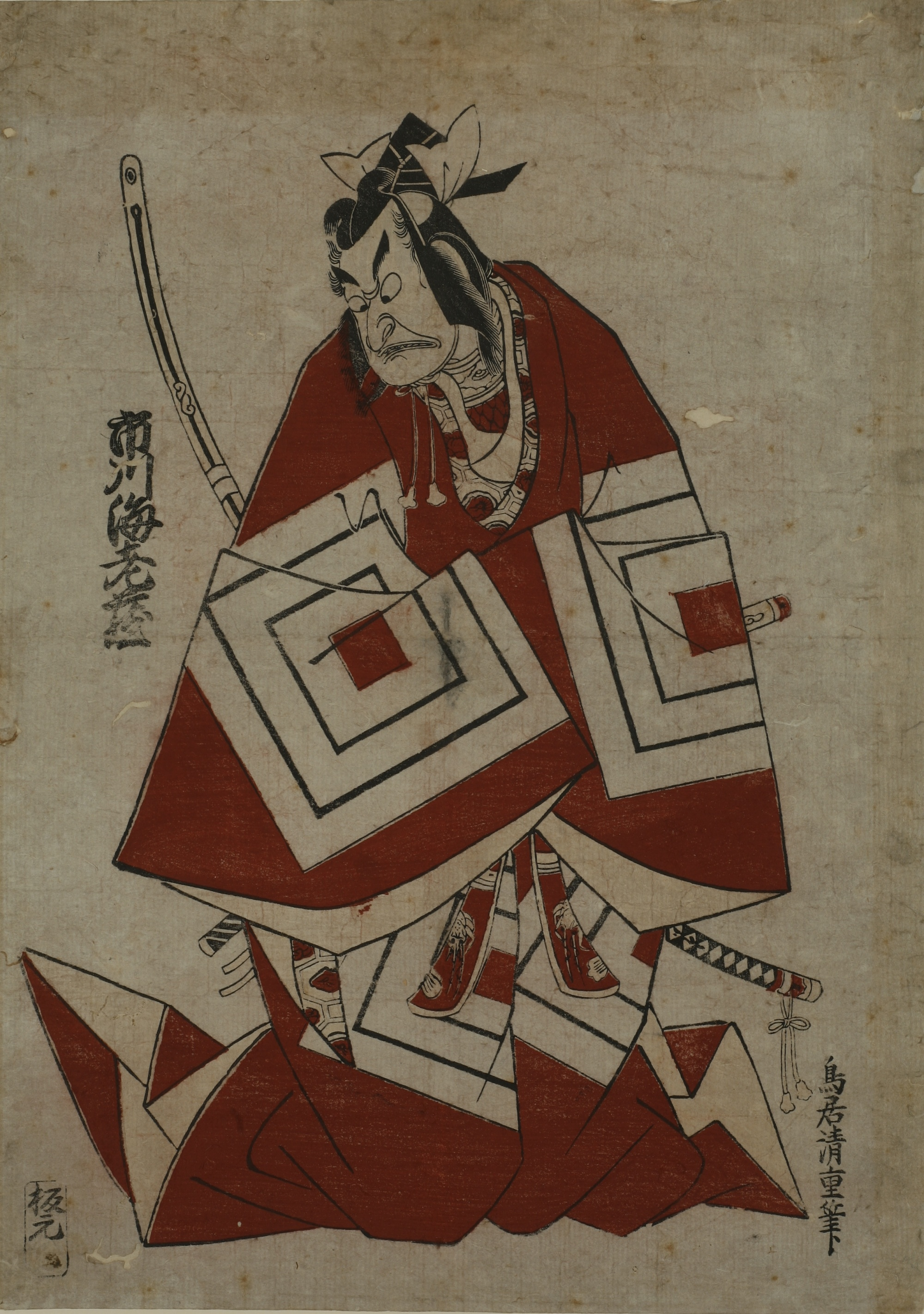
Torii Kiyoshige, 1748
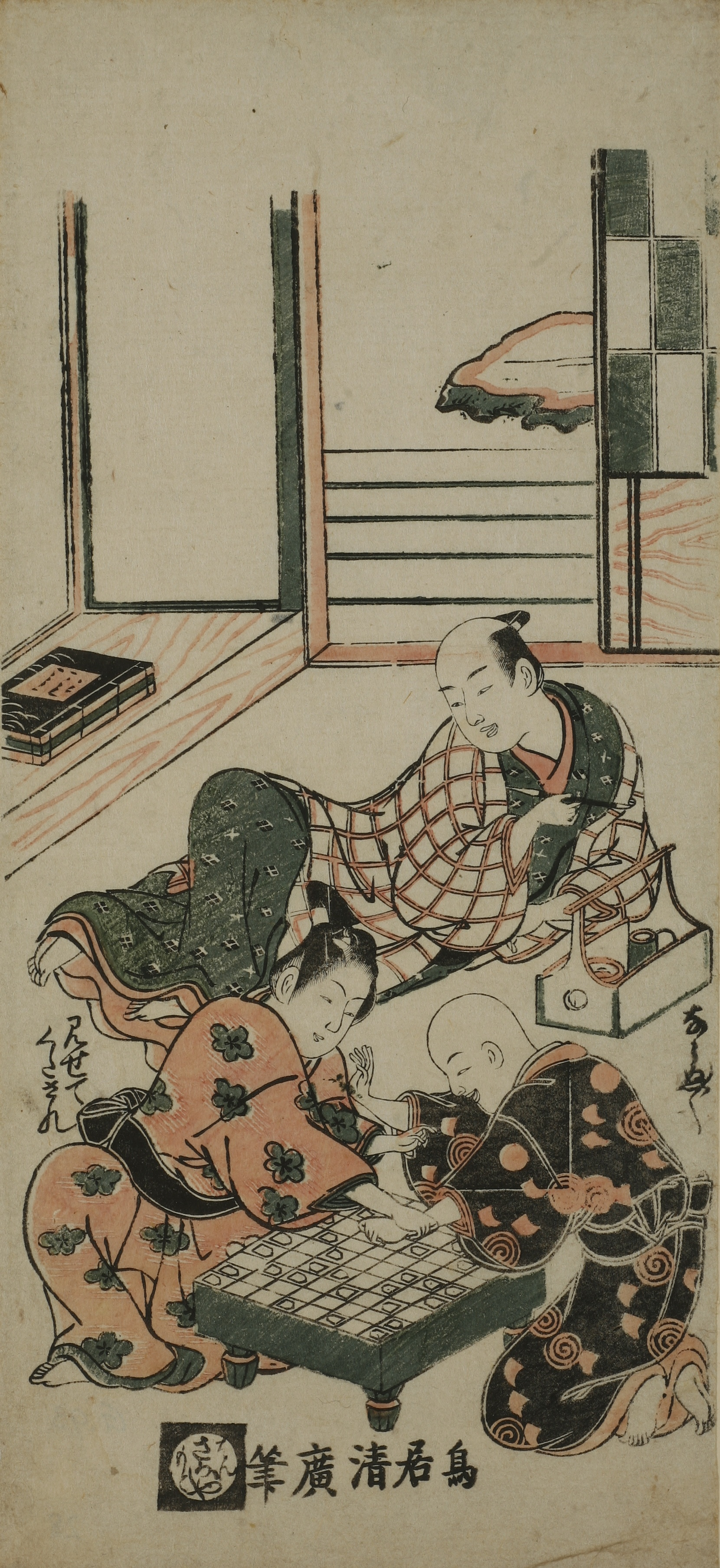
Torii Kiyohiro, um 1755
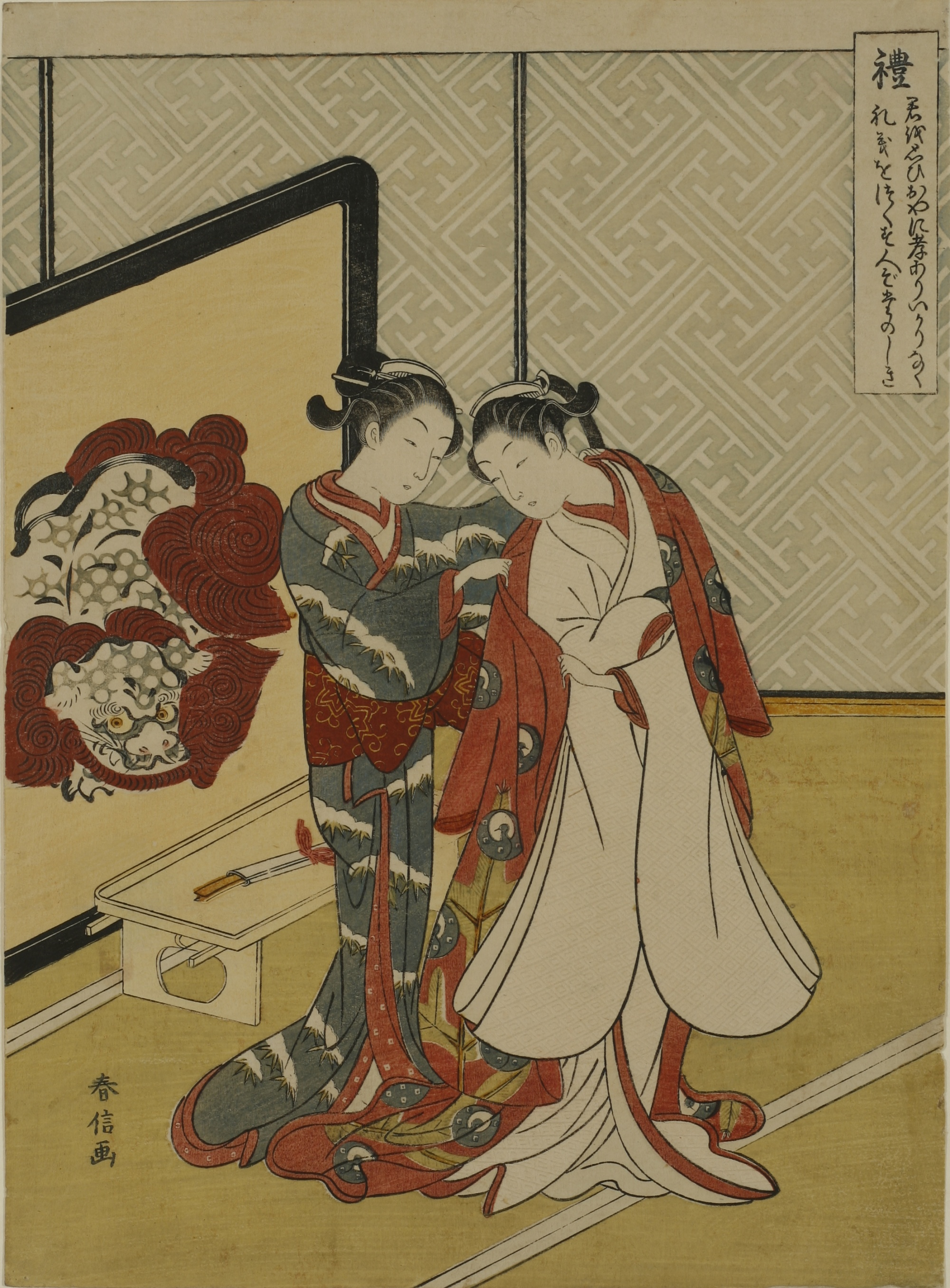
Suzuki Harunobu, um 1770
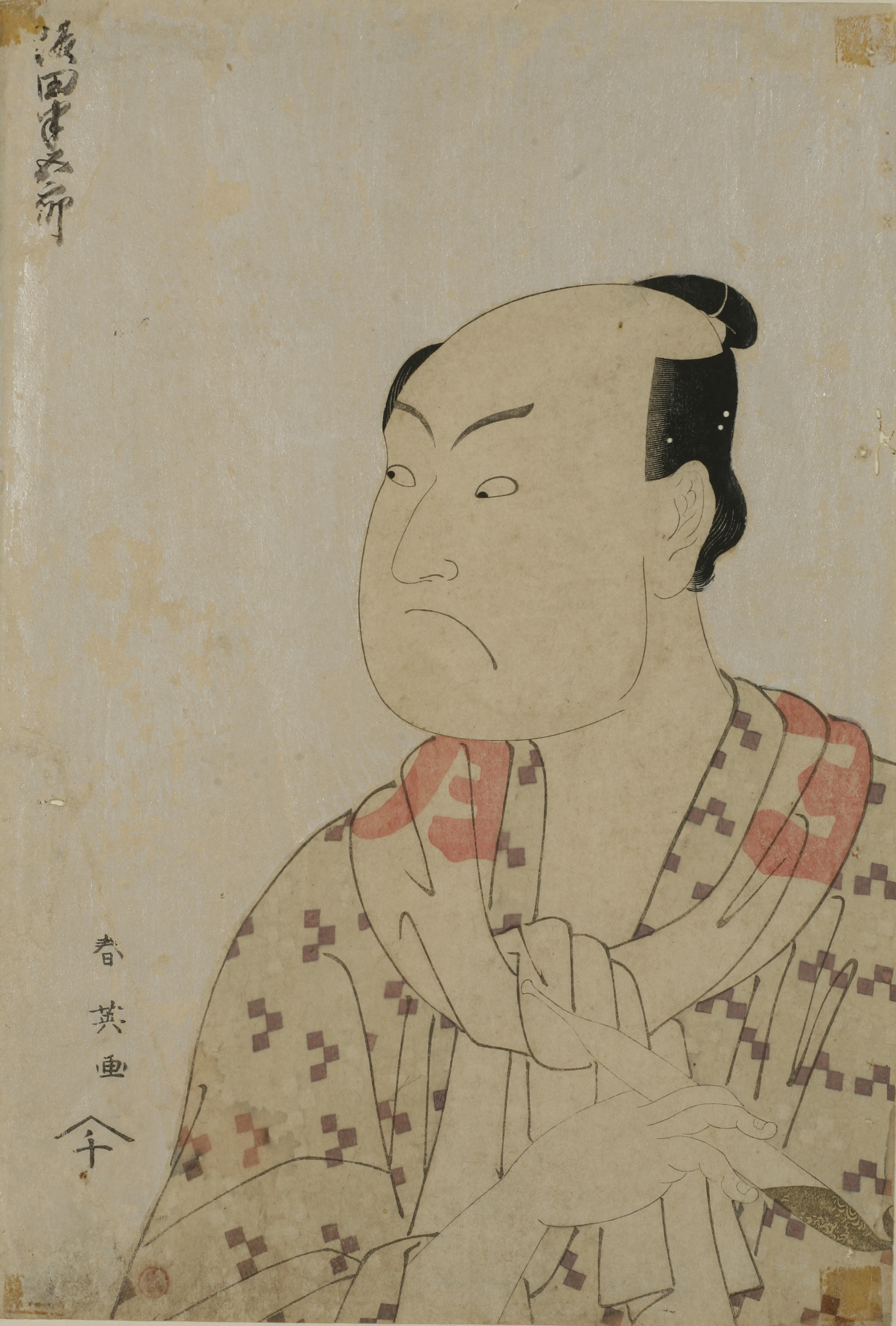
Katsukawa Shun’ei, 1795

Noch über das Ende der Edo-Zeit im Jahr 1865 hinaus wurden mehrere Millionen Farbholzschnitte gedruckt. Sie erfreuten sich gleichermaßen beim städtischen Groß- und Kleinbürgertum wie auch bei einfachen Handwerkern, Kaufleuten und niederen Arbeitern größter Beliebtheit. Der immense Erfolg der Farbholzschnitte begründete sich in der Tatsache, dass sie das Lebensgefühl und den Erfahrungshintergrund der angewachsenen städtischen Bevölkerung zum Ausdruck brachten, indem sie den Stil und die Inhalte der Ukiyo-e-Malerei übernahmen und einem breiten Publikum zugänglich machten. Während Gemälde für den größten Teil der Bevölkerung unerschwinglich und unzugänglich waren, da sie oft ein Jahreseinkommen kosteten, war ein normaler Farbholzschnitt bereits für den Preis einer einfachen Mahlzeit zu haben.
Die Verleger und Künstler der Farbholzschnitte waren ständigen Einschränkungen durch staatliche Zensur unterworfen. Dies betraf dargestellte Sujets, Namensnennungen von Schauspielern oder Kurtisanen, Beschränkungen in der Drucktechnik, zeitweiliges Verbot aller Kabuki-Drucke usw. Verstöße gegen diese Verbote wurden zwar teilweise schwer geahndet, oft nahmen die offiziellen Zensoren es mit der Durchsetzung der staatlichen Auflagen allerdings nicht allzu genau. Aufs Strengste überwacht und sanktioniert wurde jedoch das Verbot der Darstellung von Mitgliedern der herrschenden Tokugawa-Familie und der Darstellung bzw. Kommentierung realer politischer Gegebenheiten, die sich nach dem Jahr 1500 ereignet hatten. Erst unmittelbar vor dem Ende der Tokugawa-Regierung wurde auch dieses Verbot unterlaufen.

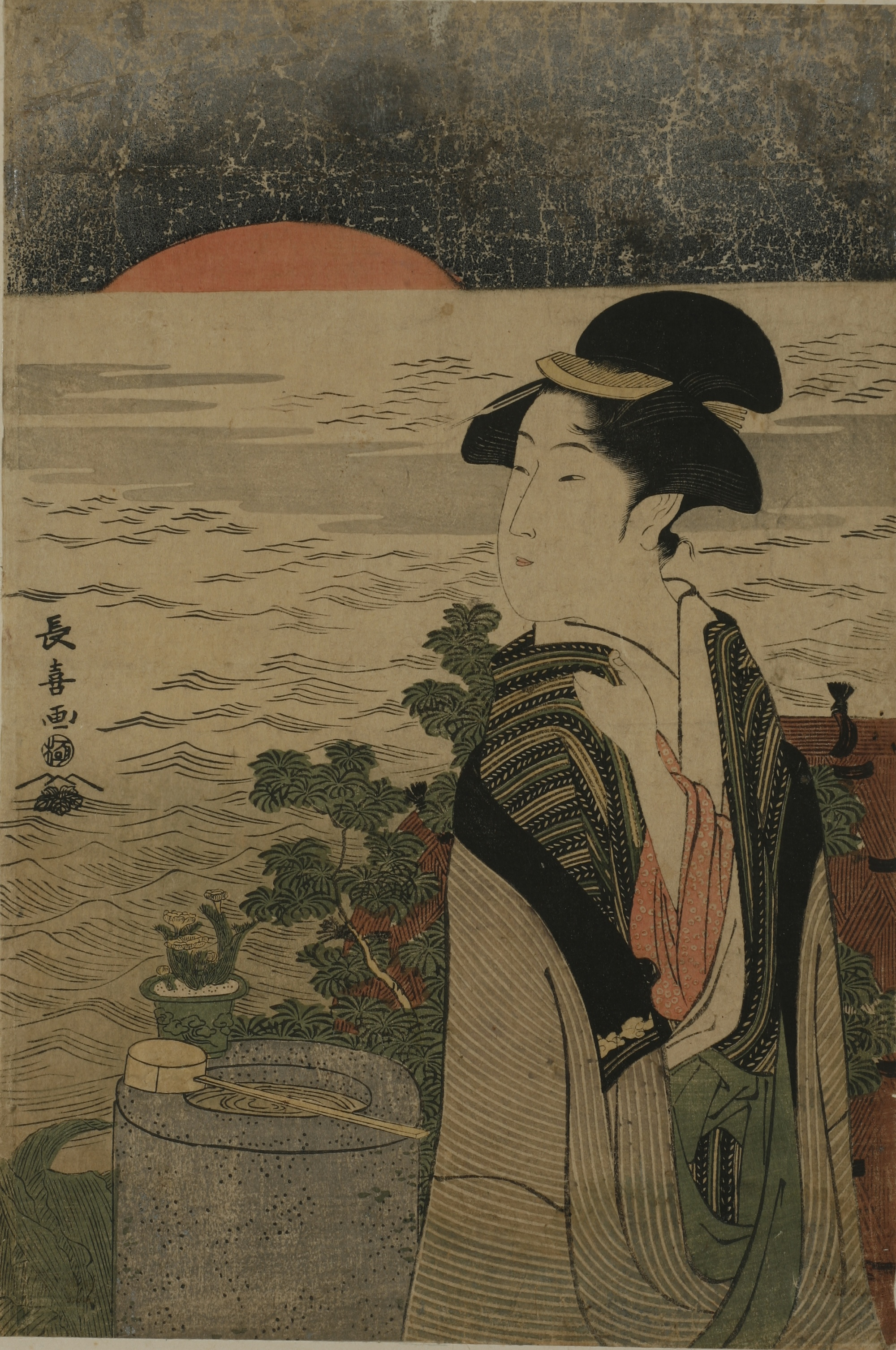
Eishōsai Chōki, um 1795
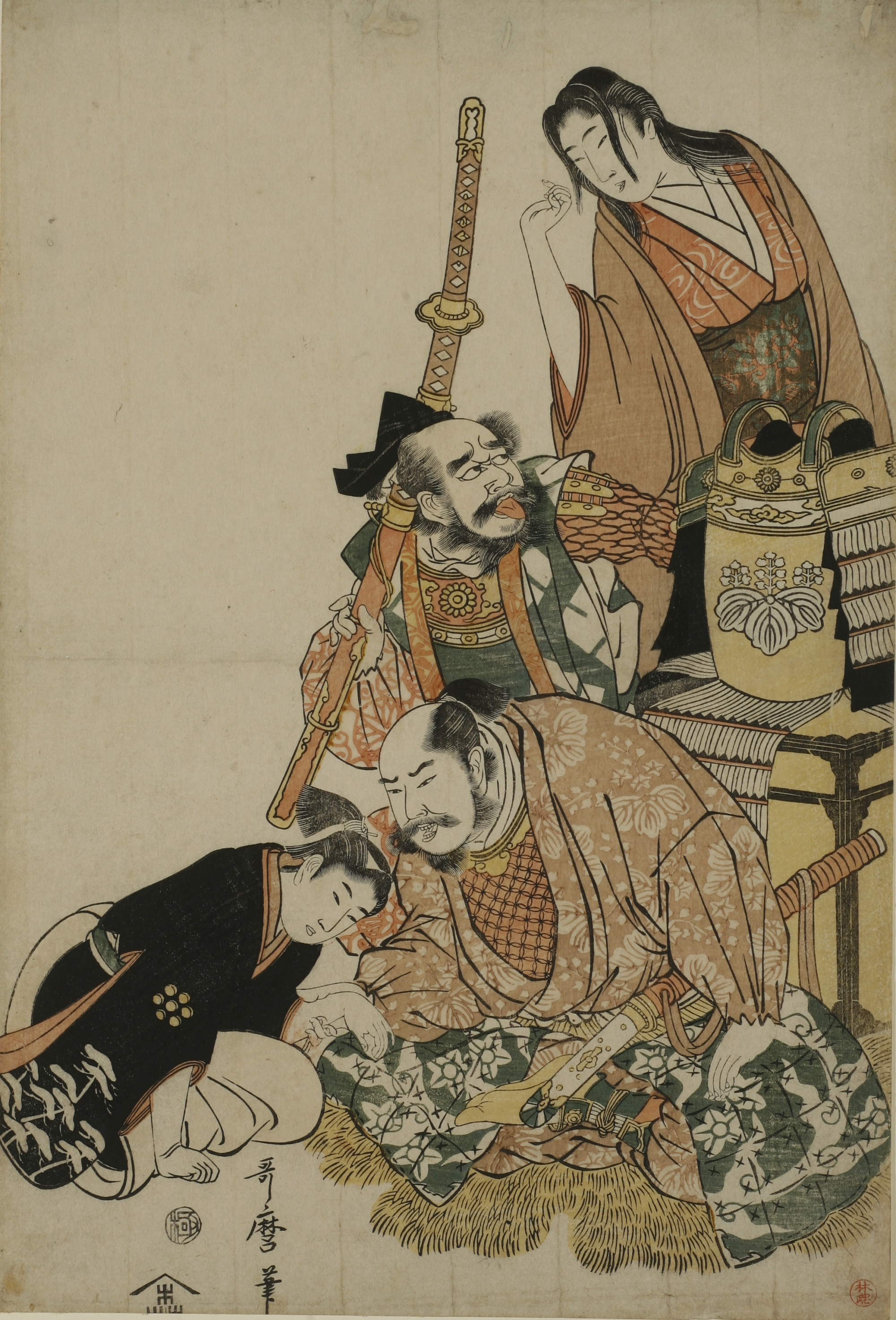
Kitagawa Utamaro, 1804
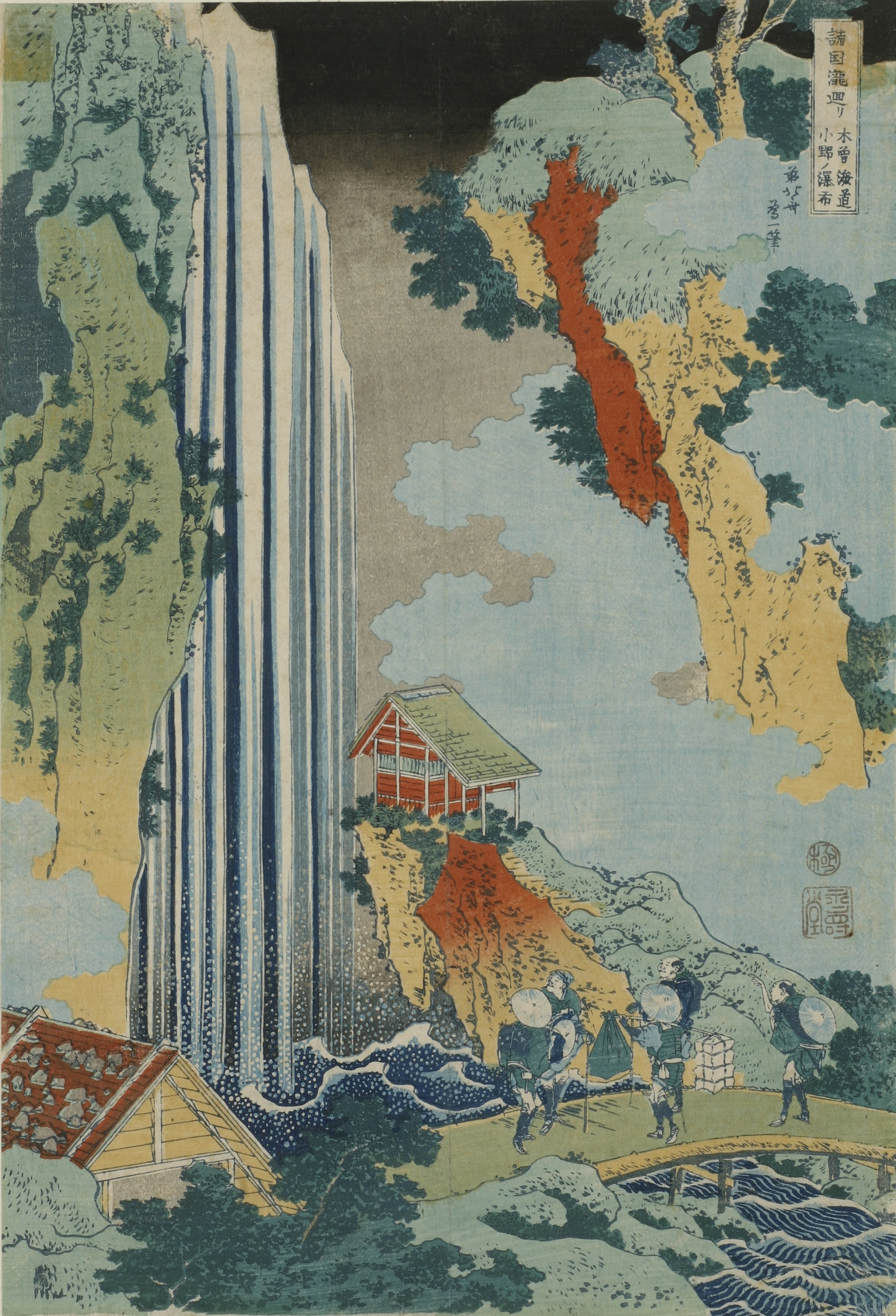
Katsushika Hokusai, 1834/35
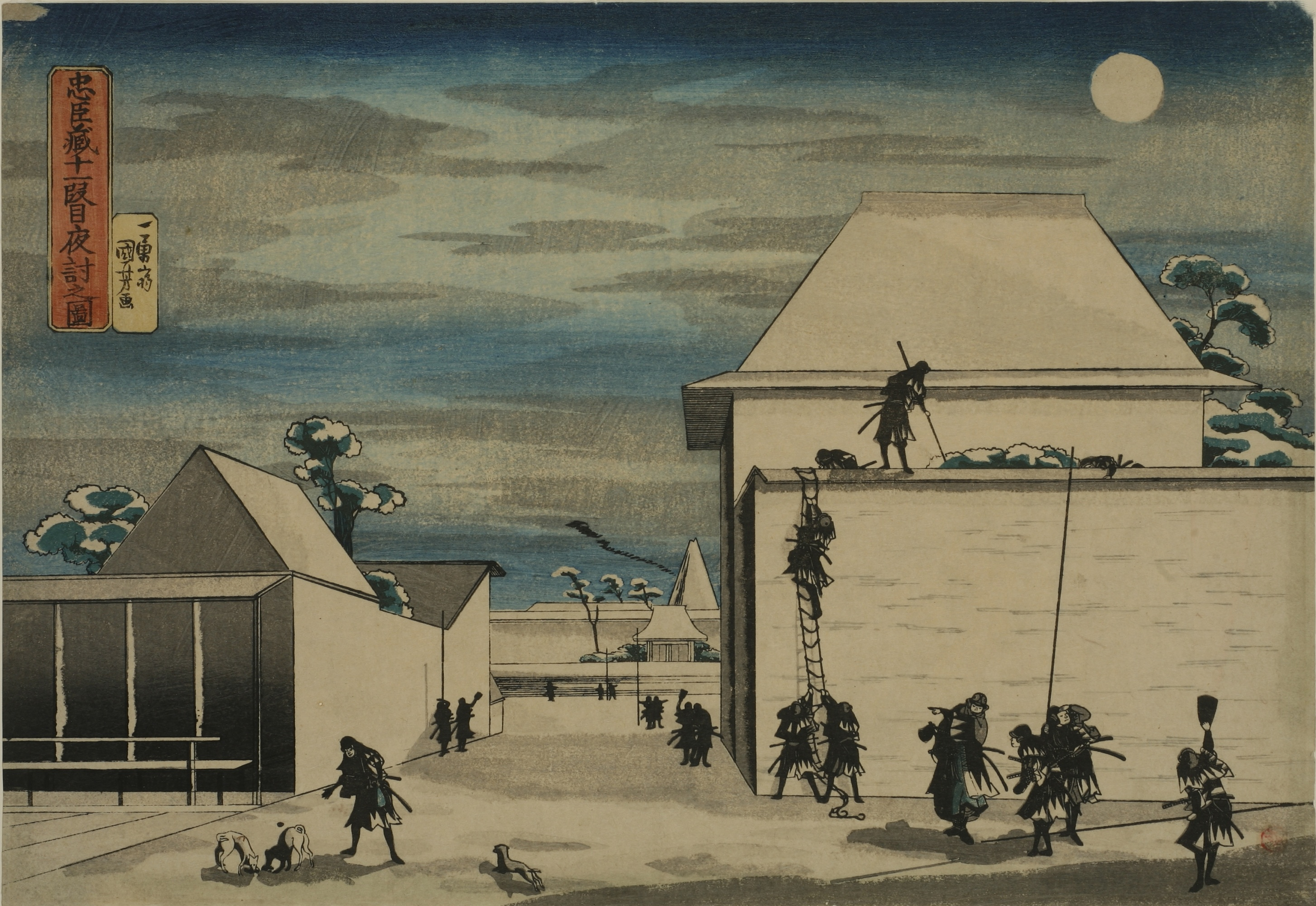
Utagawa Kuniyoshi, 1835
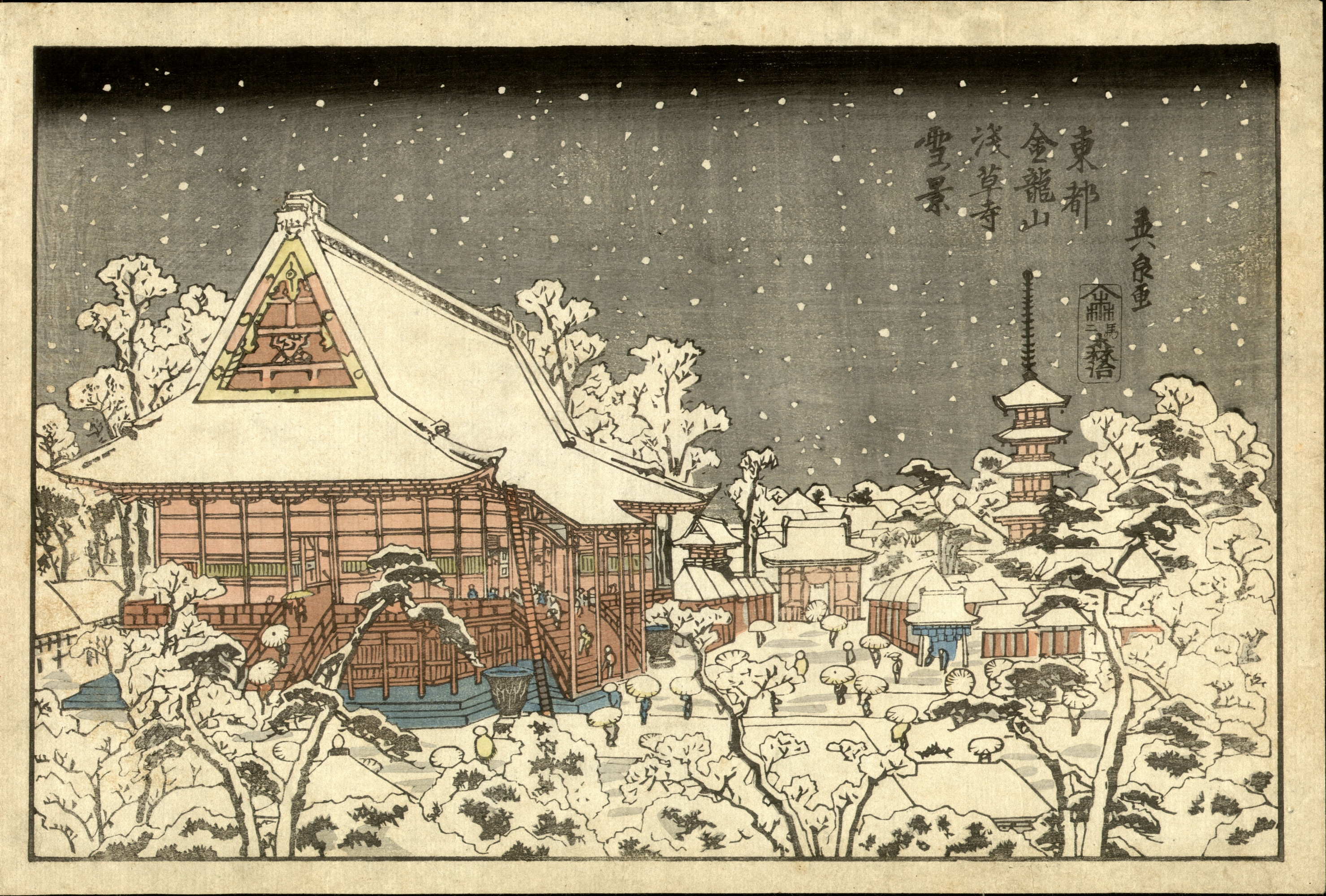
Keisai Eisen, 1840
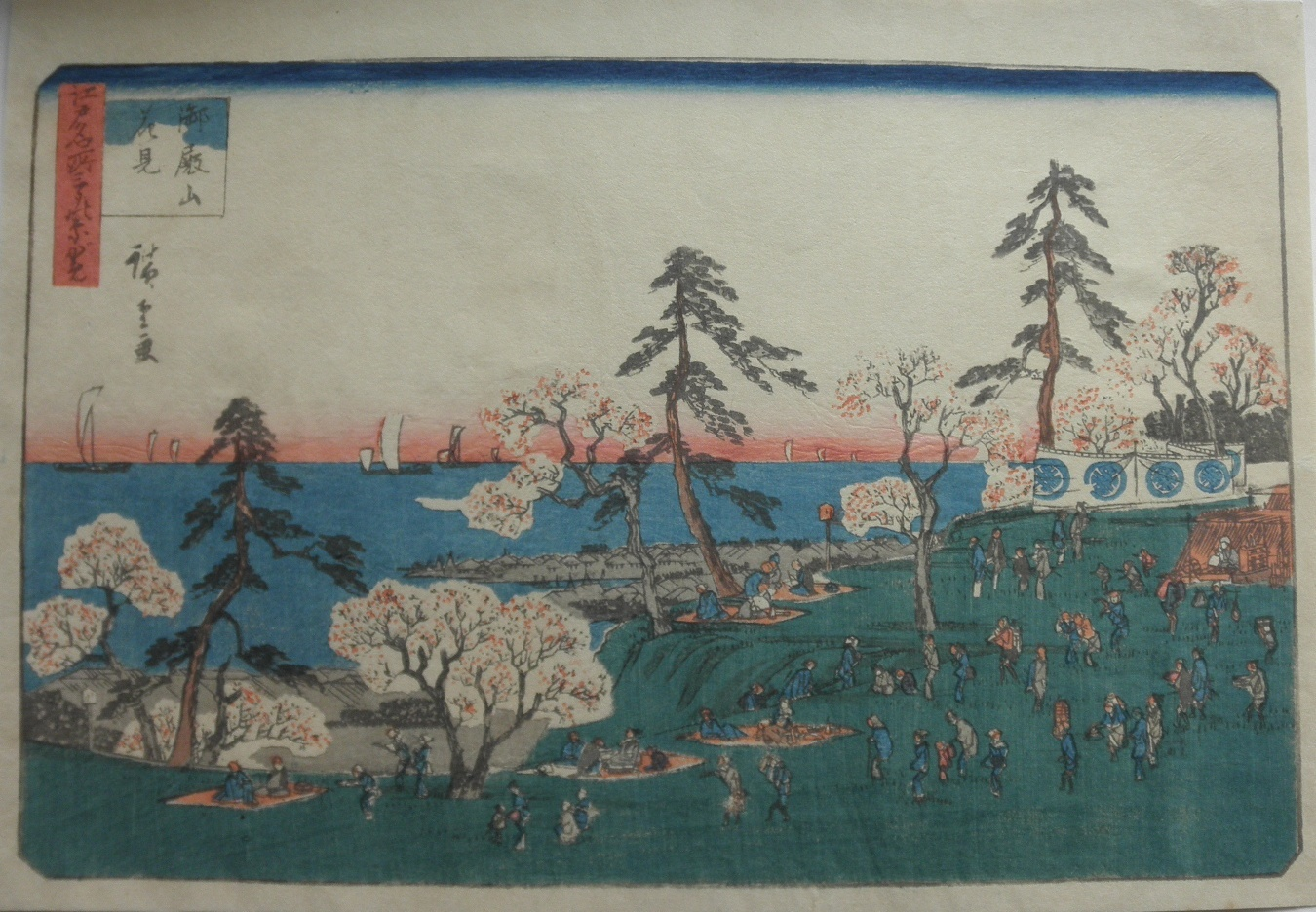
Utagawa Hiroshige, um 1840
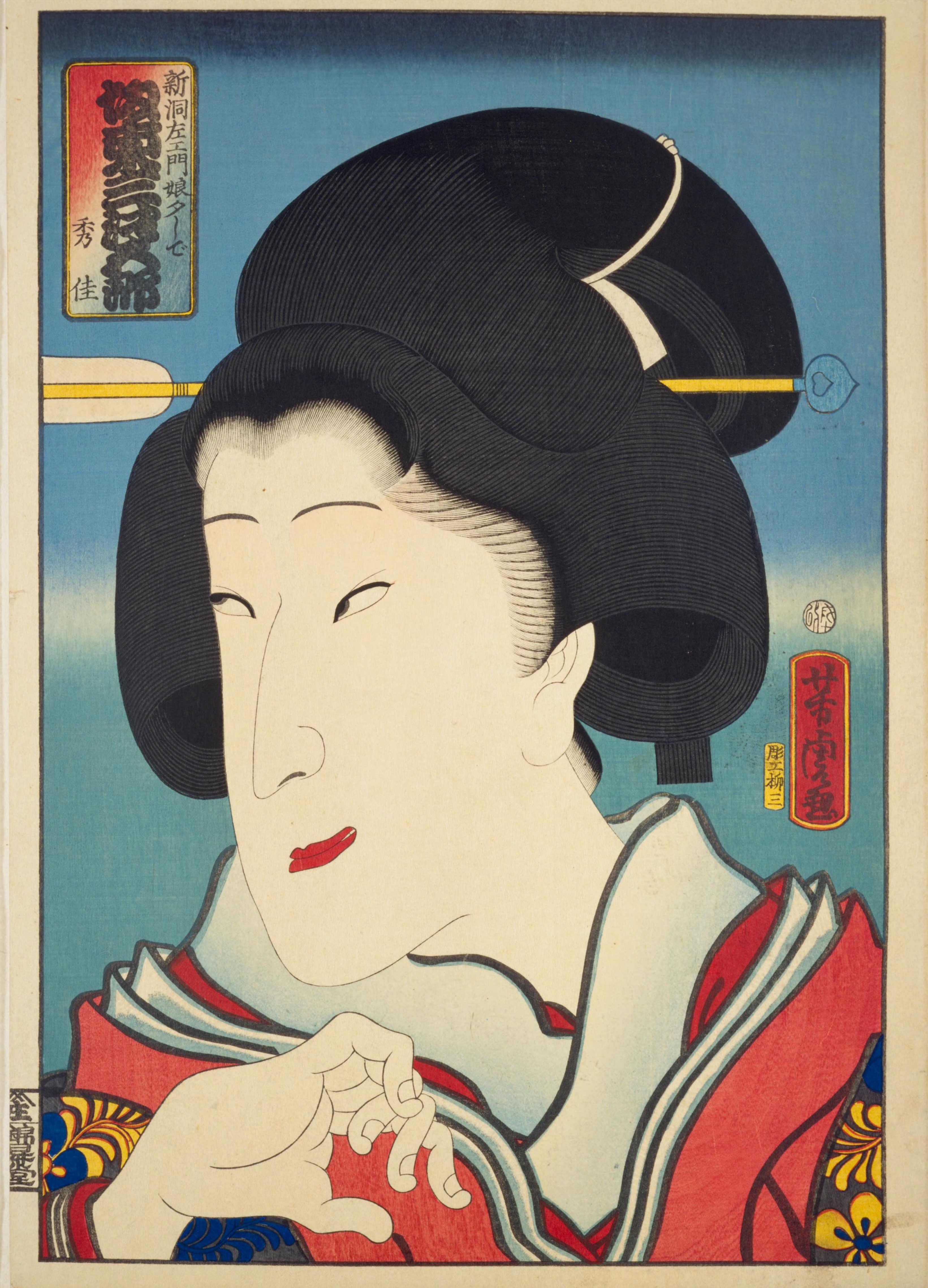
Utagawa Yoshitora, 1862
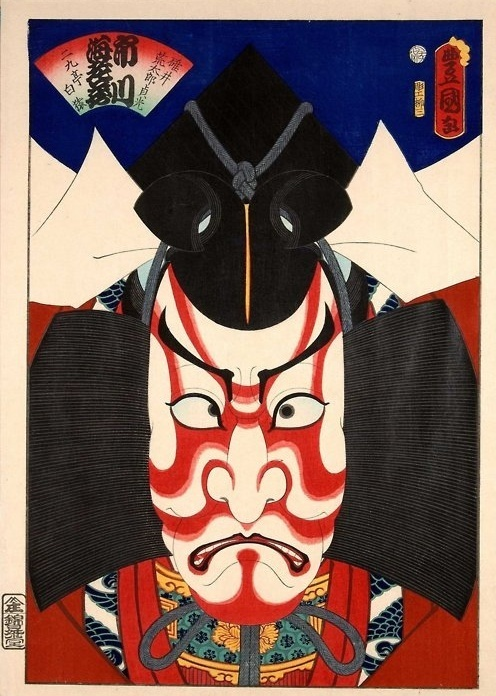
Utagawa Kunisada, 1863
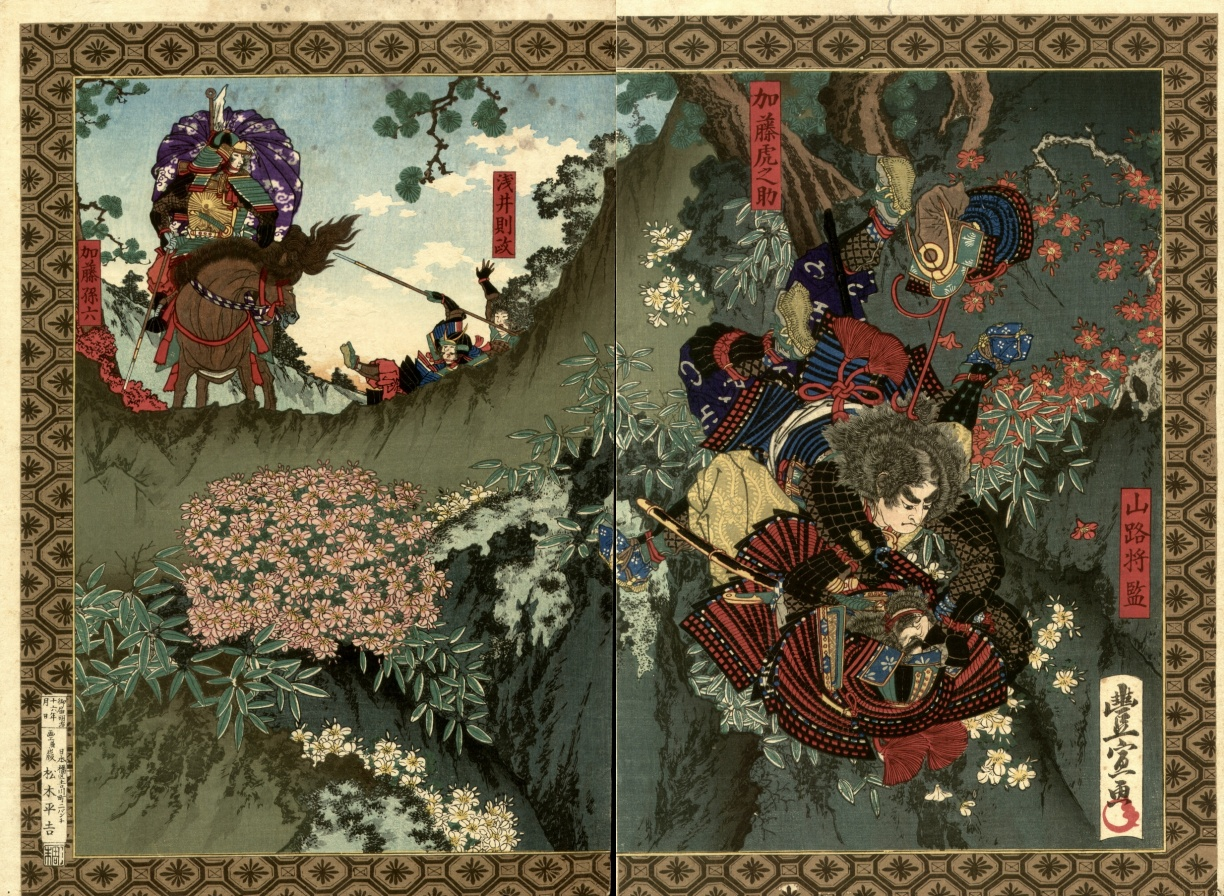
Utagawa Toyonobu, 1883
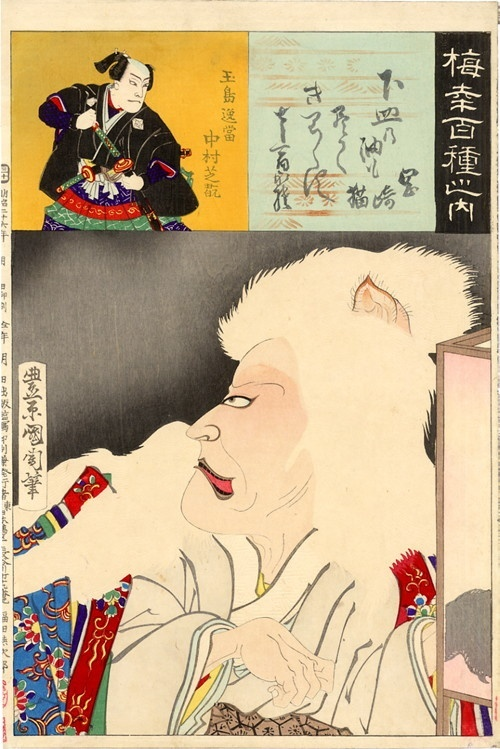
Toyohara Kunichika, um 1893

Zentrum der Produktion von Farbholzschnitten war Edo. Von dort fanden sie, als Reiseandenken mitgebracht oder von fahrenden Händlern verkauft, Verbreitung im ganzen Land. Stars des Kabuki-Theaters, die Frauen der Bordelle und erfolgreiche Sumō-Ringer hatten überall in Japan Verehrer.
Zweites Zentrum der Produktion war Osaka, wo sich eine ähnliche Bevölkerungsstruktur wie in Edo herausgebildet hatte. Osaka-Drucke waren stilisierter als Edo-Drucke und zeichneten sich durch ihre im Durchschnitt bessere Druckqualität aus.
Drucke aus Nagasaki sollten, als Reiseandenken mitgebracht, Freunden und Bekannten das Leben der dort verkehrenden Holländer und Chinesen zeigen. Ähnliche Drucke, allerdings in schlechterer Qualität, wurden mit der Öffnung Japans ab ca. 1860 in Yokohama gefertigt, um das Leben der dort ansässigen Amerikaner und Europäer zu schildern.
Seit Beginn des 20. Jahrhunderts ist es in Japan üblich, alle bis dahin erschienenen Holzschnitte und Farbholzschnitte als Ukiyo-e hanga (Drucke von Bildern der fließenden Welt) zu bezeichnen. Für einige Drucke, insbesondere Kacho-e und Meisho-e, und Künstler wie Katsushika Hokusai und die Künstler der Meiji-Zeit sollte dies jedoch differenzierter betrachtet werden.
Ab 1900 entstanden neue Formen des japanischen Farbholzschnitts, die Shin hanga und die Sōsaku hanga.

## Herstellungsprozess

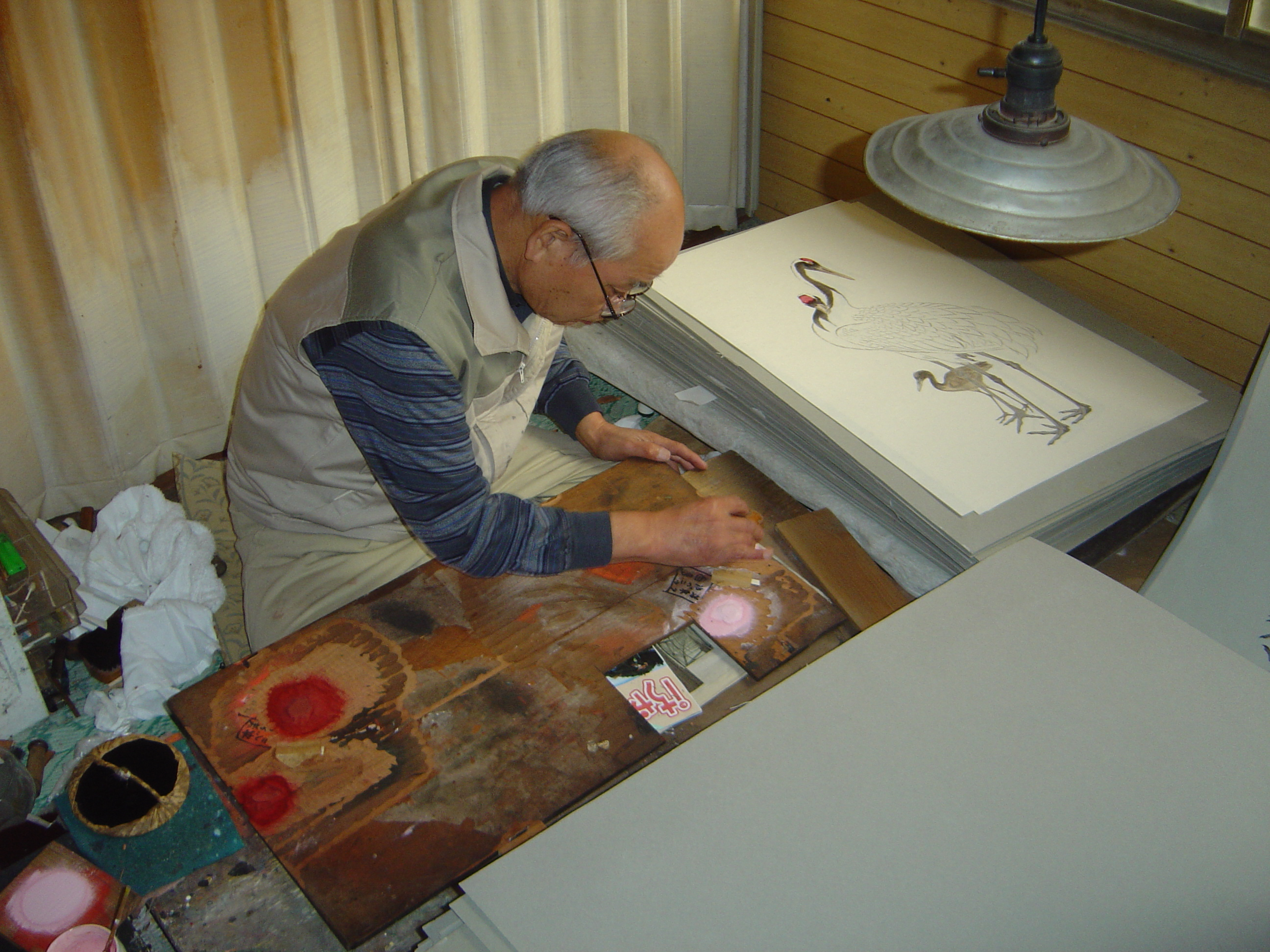
Moderner Ukiyo-e-Workshop in Tsukuba

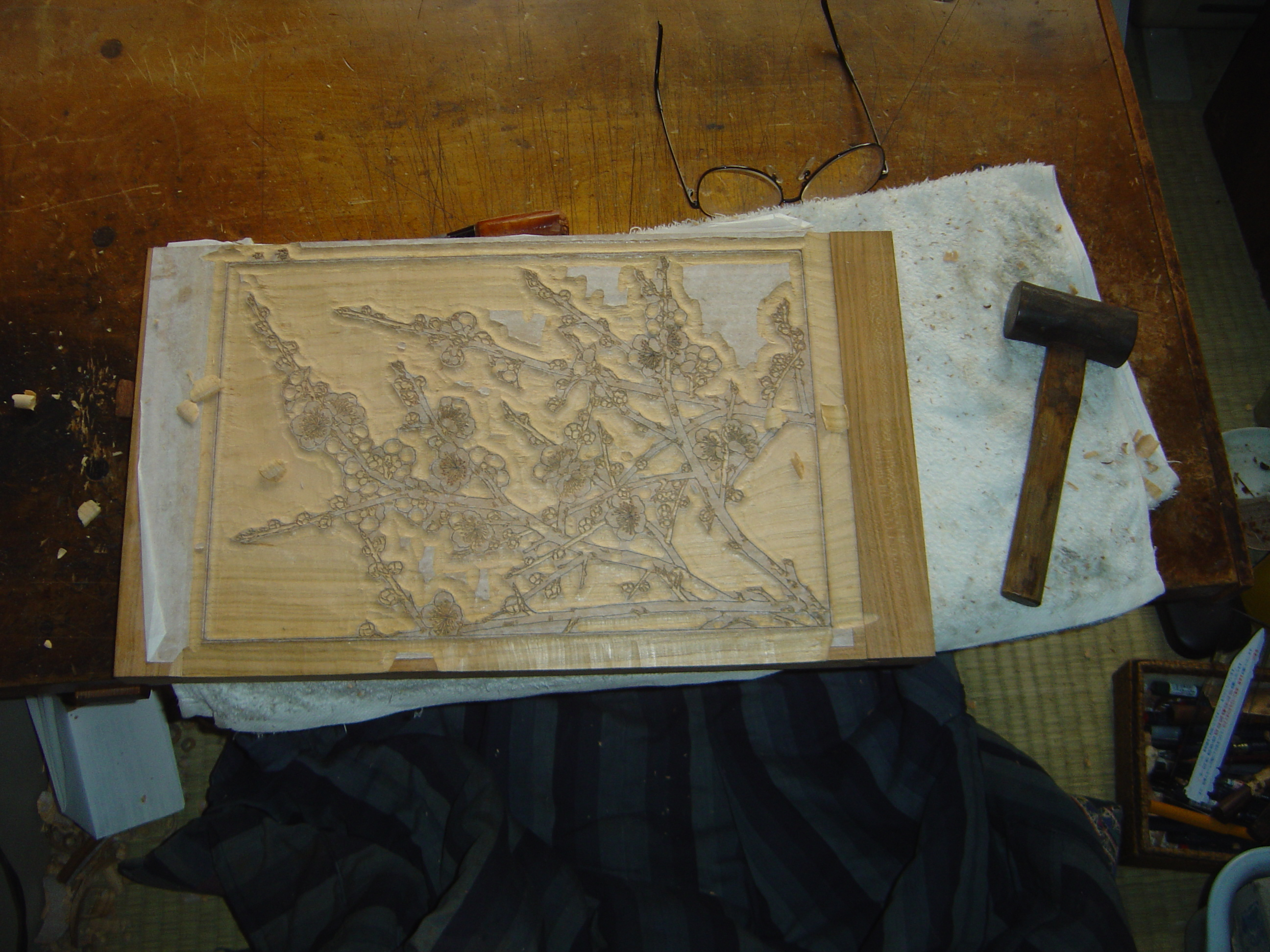
Ukiyo-e-Holzschnitt in der Produktion

### Material
Für den Druck verwendet wurden passend zurechtgesägte und sorgfältig geglättete Holzplatten, meist aus dem Holz des wilden Kirschbaums. Ebenfalls zur Anwendung kamen gelegentlich Druckplatten aus dem Holz des Trompeten- und des Buchsbaumes.
Gedruckt wurde auf Japanpapier, das aus verschiedenen Pflanzenarten hergestellt wurde. Am häufigsten Verwendung fand dabei das aus dem Bast des Maulbeerbaums hergestellte Kozo-gami. Dieses Papier gab es in unterschiedlichen Qualitäten von sehr dünn und fast transparent bis hin zu relativ dick und cremeweiß. Gemeinsam war allen Papiersorten ihre hohe Reißfestigkeit, Elastizität und Saugfähigkeit.
Die Farben wurden bis ca. 1860 auf pflanzlicher und mineralischer Basis hergestellt. Sie zeichnen sich durch hohe Brillanz aus, haben jedoch den Nachteil, unter Licht- und/oder Feuchtigkeitseinfluss zu verblassen oder oxidiert zu werden (insbesondere aus Quecksilberverbindungen hergestellte Orangetöne, die sich dunkelbraun verfärben). Die einzige nicht verblassende Farbe war das Schwarz, das als Tusche aus verkohlten Holz- oder Baumharzblöcken gewonnen wurde.
Ab 1820 war in Japan als erste künstlich hergestellte Farbe Preußischblau bekannt, das aufgrund seiner Leuchtkraft ab ca. 1830 in zunehmendem Maße auch für den Druck der Farbholzschnitte verwendet wurde.
1860 wurden Anilinfarben nach Japan eingeführt, die auch bei den Farbholzschnitten zunehmend die althergebrachten Farben ersetzten. Viele sogenannte Meiji-Drucke zeichnen sich durch den intensiven Gebrauch von Rottönen aus.

### Mitarbeiter
Die Herstellung eines fertigen Farbholzschnittdrucks erfolgte in mehreren Schritten. An der Herstellung eines klassischen japanischen Holzschnittes waren stets vier Personen beteiligt:
Der VerlegerEr gab den Auftrag für ein Thema oder ein Motiv an einen Künstler, stellte die Finanzierung der Rohstoffe (Druckplatten, Papier und Farben) sicher, koordinierte die Arbeiten der beteiligten Personen und war für die Verbreitung und den Verkauf verantwortlich.
Der KünstlerEr lieferte Ideen für die Gestaltung des Themas bzw. Motivs, fertigte unter Umständen mehrere Entwürfe und zeichnete dann den festgelegten Entwurf mit Tusche und Pinsel auf dünnes Papier. Details des Bildhintergrundes, der Kleidung und der sonstigen Gegenstände konnten dabei auch von seinen Schülern oder erfahrenen Kopisten hinzugefügt werden. Der fertige Entwurf wurde dann in eine Reinzeichnung umgesetzt, die als Vorlage an die Holzschneider gegeben wurde.
Die HolzschneiderZunächst wurde eine Druckplatte angefertigt, die nur die später in schwarz erscheinenden Konturen des Druckes enthielt. Verschiedene Holzschneider teilten sich die Arbeit. Die einen waren für die groben Konturen der Gebäude, Pflanzen und Gewänder zuständig, und der Hauptverantwortliche, der als einziger berechtigt war, auf dem Druck zu signieren, fertigte die bis zu einen Zehntelmillimeter dünnen Linien der Gesichter, Frisuren und Hände.
Der DruckerEr erhielt zunächst den fertigen Konturenblock, von dem er zunächst nur „Schwarzdrucke“ erstellte. Auf diesen zeichnete der Künstler dann die Umrisse und Details der Farbflächen ein, wobei für jeden Farbton ein eigener Abzug benutzt wurde. Anhand dieser Vorgaben fertigten die Holzschneider die Farbdruckplatten und gegebenenfalls weitere Platten für Sondereffekte wie Blind- oder Glimmerdruck. Jetzt stellte der Drucker die vollständigen Drucke fertig. Hierfür musste er größte Sorgfalt walten lassen, damit die Passmarken der Druckplatten auf den Bruchteil eines Millimeters übereinstimmten.
Unter Umständen wurden die fertigen Drucke noch einer Nachbehandlung unterzogen, wie z. B. dem Polieren einzelner Farbbereiche. Nach den Tenpō-Reformen im Jahr 1842 wurde die Anzahl der Farbplatten auf acht begrenzt. Zuvor waren zehn bis zwanzig Druckplatten durchaus üblich, der Rekord soll im Jahr 1841 bei 78 für einen einzigen Druck verwendeten Platten gelegen haben.

## Veröffentlichungsweise
Farbholzschnitte erschienen sehr häufig als Einzelblattdrucke, die unabhängig vom Format als Ichimai-e bezeichnet werden. Darunter fallen alle zu kommerziellen Zwecken veröffentlichten Einzelblätter, Mehrblattdrucke (Diptychon, Triptychon etc.), alle Serien und Fächerdrucke.
Nicht zu den Ichimai-e zu zählen sind die privat herausgegebenen Surimono: Grußkarten, die zu verschiedenen Anlässen wie Neujahr oder zur Ankündigung und Einladung zu privaten Musik- und Tanzveranstaltungen an Freunde und Bekannte verschenkt wurden, und die ebenfalls als Einzelblatt, in Serien und in Mehrfachdrucken produziert wurden. Sie zeichnen sich häufig durch eine überdurchschnittlich hohe Druckqualität aus.
Farbholzschnitte (und Schwarz-Weiß-Holzschnitte) wurden auch als Buchillustrationen hergestellt.

### Formate
Neben vielen anderen Papierformaten war für den Vielfarbendruck das vertikale Ōban-Format das gebräuchlichste (ca. 24 × 36 cm), ebenfalls recht häufig in Gebrauch war das Chūban-Format (ca. 18 × 27 cm).
Für Surimono, die zunächst in unterschiedlichen Formaten erschienen, wurde ab ca. 1810 fast ausschließlich das shikishiban-Format verwendet (ca. 18 × 18 cm).

### Themen
Themen der Einzeldrucke (teilweise mit Angabe von Sonderthemen):
- Kabuki-e: Szenen aus den Stücken des volkstümlichen japanischen Kabuki-Theaters
- Yakusha-e: Porträts der Kabuki-Schauspieler in besonderen Rollen, aber auch in ihrer Freizeit
  - Shini-e: Gedächtnisbilder verstorbener Schauspieler, aber auch anderer Persönlichkeiten
- Bijin-ga: Porträts schöner Frauen, Kurtisanen, Geisha und Prostituierter
- Sumō-e: Porträts von Sumō-Ringern, Darstellungen berühmter Kämpfe und bedeutender Turniere
- Musha-e: Kriegerbilder, berühmte Schlachten der Vergangenheit und Porträts bedeutender Persönlichkeiten der chinesischen und japanischen Geschichte
  - Chūshingura-e: Schilderung des Rachefeldzugs der 47 herrenlosen Samurai
- Meisho-e: Bilder berühmter Stätten, Landschaftsbilder
  - Tōkaidō-e: Darstellung der Stationen der Tōkai-Handelsstraße zwischen Edo und Kyōto
- Kacho-e: Naturbilder, Darstellung von Pflanzen und Tieren
- Genji-e (ca. ab 1840): Szenen aus dem klassischen Roman Genji Monogatari, um das Leben der Reichen und Schönen unter Umgehung der Zensurbestimmungen darstellen zu können

Daneben gab es auch Scherzbilder, Andachtsbilder, Brettspiele samt Zubehör, Bilderdrucke für Kinder, Märchen- und Legendenbilder und Bilder der Schutz- und Glücksgottheiten.
Die Themen der illustrierten Bücher umfassten ebenfalls die oben aufgeführten Richtungen. Der größte Teil der Buchpublikationen waren jedoch illustrierte, zeitgenössische populäre Romane und Erzählungen. Einen wichtigen Zweig der Buchproduktion stellten die Shunga (Frühlingsbilder, erotische Zeichnungen mit oftmals freizügigen Darstellungen) dar, deren Verkauf offiziell verboten war, die sich nichtsdestoweniger aber einer starken Nachfrage erfreuten.

### Buchzerlegung im Westen
Die zahlreichen illustrierten Bücher der späten Edo-Zeit wurden und werden im Westen häufig zerlegt, um die Seiten einzeln zu verkaufen. Viele, wenn nicht gar die meisten Schwarz-Weiß-Drucke und japanischen Farbholzschnitte in kleineren Formaten waren ursprünglich Bestandteil eines Buches.

## Der japanische Farbholzschnitt in Europa
Der französische Maler und Grafiker Felix Bracquemond rühmte sich zwar, im Jahr 1856 als erster japanische Farbholzschnitte in Europa entdeckt zu haben – in Form von zusammengeknülltem Verpackungsmaterial in Kisten mit Kunstgegenständen. Tatsächlich kamen jedoch die ersten japanischen Holzschnitte und gedruckten Bücher bereits Ende des 17. Jahrhunderts über den vor Nagasaki gelegenen niederländischen Handelsposten Deshima nach Europa, und bereits Ende des 18. Jahrhunderts fanden sich nachweislich Einzeldrucke und illustrierte Bücher in Museen in London, Paris und Stockholm.
Der deutsche Arzt Philipp Franz von Siebold brachte 1830 eine umfangreiche Sammlung japanischer Farbholzschnitte und Bücher nach Leiden in den Niederlanden mit, wo ein Teil ab 1837 öffentlich ausgestellt wurde. Diese Exponate blieben aber von der Öffentlichkeit unbeachtet, ebenso wie die ab 1853 von amerikanischen, englischen und französischen Seefahrern als Andenken aus Japan mitgebrachten Farbholzschnitte.
Erst die beiden Weltausstellungen 1862 in London und 1867 in Paris, auf denen neben anderen Erzeugnissen japanischen Kunsthandwerks auch aktuelle Farbholzschnitte präsentiert wurden, ließen Kunstinteressierte auf den Reiz der japanischen Produkte aufmerksam werden. Künstler, Kritiker und Sammler zeigen sich tief beeindruckt von der handwerklichen Qualität und der künstlerischen Ausdruckskraft der exotischen fernöstlichen Werke.
Als japanisches Kunsthandwerk wie Metall-, Lack- und Bambusarbeiten ab ca. 1870 zu einer Welle des Japonismus vor allem in Pariser Salons führte, begann man auch japanische Farbholzschnitte zu sammeln. Bracquemond und die Gebrüder Goncourt waren die ersten bedeutenden Sammler japanischer Farbholzschnitte in Paris, und bald fanden sich Nachahmer, unter anderem die Maler Édouard Manet, Claude Monet, Edgar Degas und Vincent van Gogh sowie die Schriftsteller Charles Baudelaire und Émile Zola. Bedient wurde die Sammelleidenschaft bald durch spezialisierte Händler wie Siegfried Bing (1838–1905) oder Tadamasa Hayashi (1853–1906).

### Einfluss auf die europäische Kunst

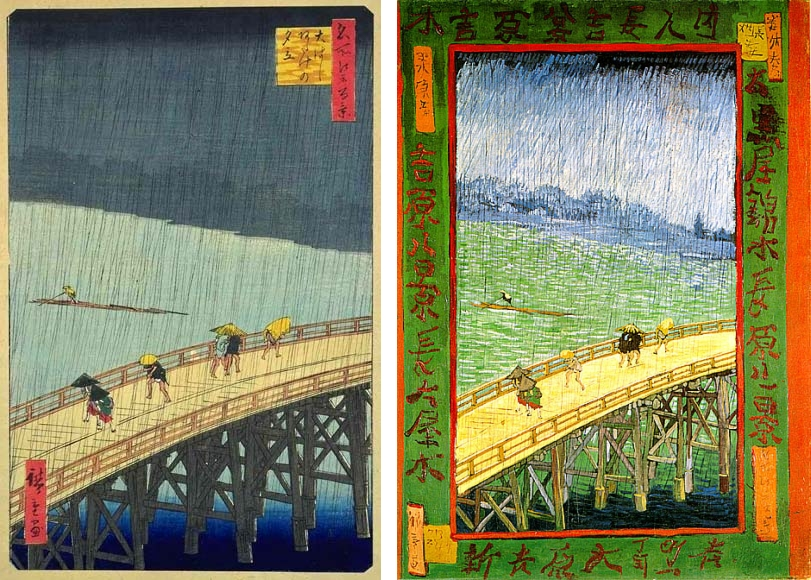
Regenschauer über der großen Brücke in Atake: Original 1856–1858 von Hiroshige (links) und seine Umsetzung 1887 durch Vincent van Gogh (rechts)

Augenscheinlich und offenkundig ist der Einfluss japanischer Holzschnitte auf Vincent van Gogh. Zunächst versuchte dieser sich noch in japonisierten Bildern, wie z. B. seiner bekannten Eisen-Geisha oder zwei Ölbildern, die Motiven von Utagawa Hiroshige nachempfunden sind. Danach setzte er die wesentlichen Elemente des japanischen Farbholzschnittes (klare Linienführung, stilisierte Formen und farbig gefüllte Flächen) konsequent in die Technik der westlichen Ölmalerei um. Weitere kongeniale Künstler wie Paul Gauguin und Henri Toulouse-Lautrec griffen Aspekte dieser Technik in ihrer Malerei auf. Unter anderem hat Edvard Munch auch Farbholzschnitte nach japanischen Vorbildern geschaffen.
Auch die Plakatmalerei des Jugendstils, die Malerei der Wiener Secession und viele Expressionisten wie James Ensor, Paula Modersohn-Becker, Marianne von Werefkin und Alexej Jawlensky wurden durch Stilelemente des japanischen Farbholzschnittes beeinflusst.

## Meister des klassischen japanischen Farbholzschnitts (Auswahl)
| - Hishikawa Moronobu (ca. 1630–1694) - Kaiketsudō Ando (tätig 1704–1710) - Nishikawa Sukenobu (1671–1750/51) - Okumura Masanobu (1686–1764) - Suzuki Harunobu (ca. 1725–1770) - Katsukawa Shunshō (1726?–1793) - Isoda Koryūsai (1735–1790) - Utagawa Toyoharu (1735–1814) - Ippitsusai Bunchō (tätig 1755–1790) - Kitagawa Utamaro (1753–1806) - Torii Kiyonaga (1752–1815) - Hosoda Eishi (1756–1829) | - Eishōsai Chōki (tätig 1780–1809) - Tōshūsai Sharaku (tätig 1794–1795) - Utagawa Toyokuni I. (1769–1825) - Katsushika Hokusai (1760–1849) - Kikugawa Eizan (tätig 1804–1829) - Keisai Eisen (1790–1848) - Utagawa Kunisada (1786–1865) - Utagawa Kuniyoshi (1798–1861) - Utagawa Hiroshige (1797–1858) - Toyohara Kunichika (1835–1900) - Toyohara Chikanobu (1838–1912) - Tsukioka Yoshitoshi (1839–1892) |

## Shin Hanga
Zu Beginn des 20. Jahrhunderts waren die Künstler der stark formalisierten Darstellungen des Ukiyo-e allmählich überdrüssig. Gleichzeitig gelangten immer mehr europäische Einflüsse nach Japan, vor allem der Impressionismus hatte starke Auswirkungen auf die japanischen Künstler. Die Stilsprache des klassisch-japanischen Holzschnitts wurde zwar grundsätzlich beibehalten, aber man stellte Personen jetzt individueller dar und spielte mit Licht und Schatten. Derartige Bilder bezeichnet man als Shin hanga (neue Drucke).
Eine große Rolle für die Verbreitung der neuen Kunstrichtung spielte der Verleger Shōzaburō Watanabe (1885–1962), der zahlreiche Künstler für sich arbeiten ließ und auch Exportabsichten verfolgte. Außerhalb Japans entwickelte sich insbesondere in den Vereinigten Staaten ein Markt für Shin-Hanga-Grafiken, vor allem, als amerikanische Besatzungssoldaten nach dem Zweiten Weltkrieg die Bilder mit in ihre Heimat brachten. So entstanden in den USA einige große Shin-Hanga-Sammlungen.

### Meister des Shin-Hanga-Holzschnitts (Auswahl)
- Shinsui Itō (1898–1972)
- Hasui Kawase (1883–1957)
- Hiroshi Yoshida (1876–1950)
- Shikō Munakata (1903–1975)

## Schulen
- Katsukawa-Schule
- Utagawa-Schule